# Анна Юлиана фон Салм-Кирбург-Мьорхинген
Анна Юлиана фон Салм-Кирбург-Мьорхинген (на немски: Anna Juliane zu Salm von Kyrburg-Mörchingen; * 1584; † 12 ноември 1640) е вилд-и Рейнграфиня от Залм-Кирбург-Мьорхинген и чрез женитба графиня на Лайнинген-Дагсбург-Харденбург.

## Произход
Тя е най-малката дъщеря (от 13 деца) на вилд-и Рейнграф Ото I фон Салм-Кирбург-Мьорхинген († 1607) и съпругата му графиня Отилия фон Насау-Вайлбург († ок. 1610), дъщеря на граф Филип III фон Насау-Вайлбург (1504 – 1559) и третата му съпруга Амалия фон Изенбург-Бюдинген (1522 – 1579).

## Фамилия
Анна Юлиана фон Салм-Кирбург-Мьорхинген се омъжва на 23 февруари 1626 г. за граф Йохан Филип II фон Лайнинген-Дагсбург-Харденбург (* 26 април 1588; † 25 май 1643), вдовец на графиня Елизабет фон Лайнинген-Дагсбург-Фалкенбург (1586 – 1623), големият син на граф Емих XII фон Лайнинген-Дагсбург-Харденбург (1562 – 1607) и съпругата му принцеса Мария Елизабет фон Пфалц-Цвайбрюкен-Нойбург (1561 – 1629). Тя е втората му съпруга. Те имат една дъщеря:
- Анна Мария фон Лайнинген-Дагсбург-Харденбург (1634 – 1637)

Йохан Филип II фон Лайнинген-Дагсбург-Харденбург се жени трети път на 11 юни 1642 г. за графиня Анна Елизабет фон Йотинген (1603 – 1673).